# Eugeniusz Mirecki
Eugeniusz Mirecki (ur. 20 grudnia 1875, zm. 28 kwietnia 1933) – pułkownik inżynier uzbrojenia Wojska Polskiego.

## Życiorys
Urodził się 20 grudnia 1875. Ukończył studia z tytułem inżyniera mechanika. Był filistrem korporacji akademickiej „Welecja”.
Po zakończeniu I wojny światowej i odzyskaniu przez Polskę niepodległości został przyjęty do Wojska Polskiego. Został awansowany do stopnia podpułkownika uzbrojenia ze starszeństwem z dniem 1 czerwca 1919. W 1923, 1924 był oficerem Okręgowego Zakładu Uzbrojenia II i w tym czasie był zastępcą kierownika Zbrojowni nr 2 w Warszawie, gen. bryg. Bolesława Siestrzeńcewicza. W 1928 jako podpułkownik uzbrojenia był w kadrze oficerów artylerii, skierowany do Departamentu Uzbrojenia Ministerstwa Spraw Wojskowych. Później awansowany do stopnia pułkownika i przeniesiony w stan spoczynku.
Był członkiem Stowarzyszenia Inżynierów i Mechaników Polskich, pełnił funkcję sekretarza generalnego Towarzystwa Wojskowo-Technicznego.
Zmarł 28 kwietnia 1933. Został pochowany 2 maja 1933 na Cmentarzu Wojskowym na Powązkach w Warszawie (kwatera B19-3-3). Miał dzieci.

## Ordery i odznaczenia
- Złoty Krzyż Zasługi (24 maja 1929)[12]